# Hermod Lannung
Lars Hermod Lannung (* 9. November 1895 auf dem Hof Vestervang  bei Høng; † 4. Oktober 1996 in Kopenhagen) war ein dänischer Jurist und Politiker.

## Leben und Wirken
Hermod Lannung besuchte zunächst die Mittelschule in Høng und trat dann das berühmte Internatsgymnasium Sorø Akademi ein, wo er bis 1914 Schüler war. Seine Fremdsprachenkenntnisse erweiterte er durch den Besuch von Sommerkursen im holsteinischen Plön und am Ruskin College in Oxford. Anschließend begann er an der Universität Kopenhagen das Studium der Rechtswissenschaft, wo er 1916/17 das erste juristische Staatsexamen ablegte. Nebenher war er als Journalist und Sekretär bei der linksliberalen Partei „Radikale Venstre“ tätig. Von 1917 bis 1919 fand er eine Tätigkeit bei der dänischen Gesandtschaft in St. Petersburg. 1922 legte er in Kopenhagen das zweite juristische Staatsexamen ab. Von 1922 bis 1924 arbeitete Lannung in der Sowjetunion und zwar im Rahmen der von Fridtjof Nansen initiierten Hilfsaktion für die dortigen notleidenden Menschen. Über seine beiden Aufenthalte in Russland bzw. der Sowjetunion veröffentlichte er später einen Erlebnisbericht. Außerdem wirkte er bei der Tätigkeit internationaler liberaldemokratischer Jugendorganisationen mit. Im Jahre 1928 wurde Lannung als Rechtsanwalt an Land- und Bezirksgerichten zugelassen, einer Tätigkeit, die er bis in sein hohes Alter ausführte.
Seine politische Arbeit bezog sich von 1933 bis 1973 auf seine Mitgliedschaft im Vorstand der Partei „Radikale Venstre“. Von 1933 bis 1951 war Lannung Mitglied im Kopenhagener Stadtrat. Von 1939 bis 1947 und 1953 wirkte er als Parlamentsmitglied im Landsting, der damaligen ersten Kammer des dänischen Reichstages. Dem dänischen „Folketing“ gehörte er von 1957 bis 1960 an. In seiner parlamentarischen Arbeit in Dänemark lag sein Schwerpunkt bei der Arbeit im Finanz- bzw. außenpolitischen Ausschuss.
Auf internationaler Ebene wurde Lannung als Mitglied der dänischen Delegation in die ersten Generalversammlung der Vereinten Nationen entsandt, die 1946 in London stattfand. Als Delegierter nahm er an weiteren Sitzungen der UN-Generalversammlung in den Jahren von 1947 bis 1957 und von 1961 bis 1970 teil. Außerdem war Lannung von 1949 bis 1967 Mitglied der Beratenden Versammlung des Europarates und dort von 1958 bis 1967 Vorsitzender des Rechtsausschusses. In seiner internationalen Tätigkeit widmete sich Lannung insbesondere Themen im Zusammenhang mit der Dekolonisation, der Durchsetzung der Menschenrechte und des Minderheitenschutzes. Er war ein leidenschaftlicher Befürworter auch der Mitgliedschaft Dänemarks in der Europäischen Gemeinschaft.
Weitere Aktivitäten entfaltete Lannung u. a. in der „World Federalist Movement“ und der „Liberalen Internationale“.

## Veröffentlichungen
- Das dänisch-deutsche Grenzproblem. Eine Lösung im Geiste der Toleranz. In: Europa. Magazin für Wirtschaft, Politik und Kultur, Bd. 6 (1955), S. 10–12.

- The rights of minorities. In: Mélanges offerts à Polys Modinos. Problèmes des droits de l'homme et de l'unification européenne. Pedone, Paris 1968, S. 181–195.
- De universelle og de europæiske menneskerettigheder, deres tilblivelse og gennemførelse. In: Christiansborg-Seminaret om Menneskerettighederne, Dansk Samråd for Forende Nationer (9.–10.3.1968). København 1968.

- Min russiske Ungdom 1917–19 og 1922–24. Gyldendal, København 1978.
- (Mitautor): The implementation in national law of the European Convention on Human Rights. Danish Center of Human Rights, Copenhagen 1989, ISBN 87-89040-08-2.
- 1995-betragninger. In: Thorkild Møller (Hrsg.): FN, Europa og Rusland. Et festskrift i anledning af Hermod Lannungs 100 års dag, Odense Univ.-Forl., Odense 1995, S. 105–112, ISBN 87-7838-149-5

Festschrift
- Thorkild Møller (Hrsg.): FN, Europa og Rusland. Et festskrift i anledning af Hermod Lannungs 100 års dag, Odense Univ.-Forl., Odense 1995, ISBN 87-7838-149-5 (mit zahlreichen Fotos).